# Chenoise
Chenoise település Franciaországban, Seine-et-Marne megyében. Lakosainak száma 1365 fő (2015). Chenoise Saint-Hilliers, Saint-Just-en-Brie, Vulaines-lès-Provins, Bannost-Villegagnon, Cucharmoy, Jouy-le-Châtel és Mortery községekkel határos.

## Népesség
A település népességének változása:
| Lakosok száma | 1328 | 1365 | 1398 |
|               | 2013 | 2015 | 2016 |